# 内多毅
内多 毅（うちだ たけし、1910年1月7日 - ?）は、英文学者。

## 経歴
京都府出身。第三高等学校卒、1935年京都帝国大学文学部英文科卒。陸軍中尉。1962年「Henry Fieldingの小説The life of Mr. Jonathan Wild, the great(1743)における諷刺の研究」で京都大学文学博士。第三高等学校教授、大阪市立大学助教授、教授、1966年東海大学文学部教授、文学部長、81年定年退任、名誉教授。十八世紀英文学研究会を組織した。

## 著書
- 『イギリス小説の社会的成立』研究社出版 1960
- 『Henry Fieldingの小説The Life of Mr.Jonathan Wild the Greatにおける諷刺の研究』垂水書房 1961
- 『イギリス文学史入門』東海大学出版会 1974
- 『18世紀英文学のメカニズム』鷹書房 1975
- 『英文学概論』鷹書房 1976
- 『英文学の背景』東海大学出版会 1977
- 『イギリス市民社会と現代文明』鷹書房 タカ双書 1978
- 『英文学「卒業論文」ガイド』英潮社ブックス 1978
- 『ヨーロッパ世界の文学』東海大学出版会 1978
- 『大学生 その情況と選択』鷹書房 1979
- 『人間と文学 文明論的文学概論への試み』創元社 1985
- 『現代文学理論入門』創元社 1993

### 記念論集
- 『イギリスの表層と深層 英米文学の視点から 内多毅博士喜寿記念論集』東海大学出版会 1987

## 論文
- Cinii